# Меморіал біля шурфу шахти № 4/4-біс
Шурф шахти № 4/4-біс "Калиновка" - шахтний шурф в Калінінскому районі Донецька, що став місцем масової страти цивільного населення німецькою окупаційною владою під час Німецько-радянської війни. Це друге за масовісттю місце поховання жертв фашизму після Бабиного Яру. Тут були скинуті тіла 75-100 тисяч чоловік.

## Масові поховання

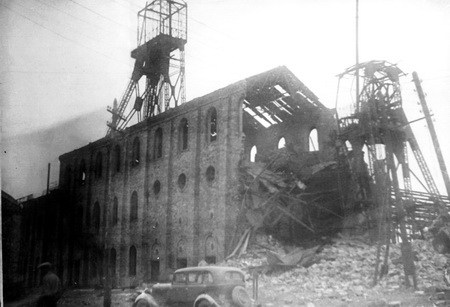
Шахта «Калиновка» 4-4 біс в зруйнованому стані

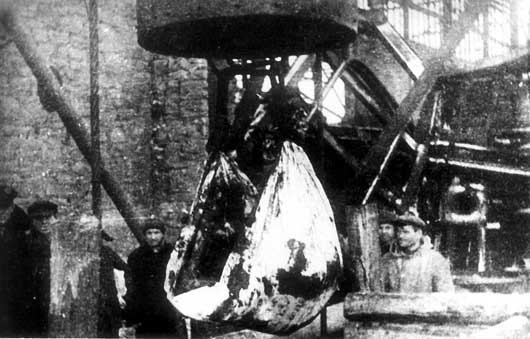
Під'йом тіл з шурфа шахти 4-4 біс

Німецька окупація Донецька тривала близько 700 днів з 21 жовтня 1941 року до 8 вересня 1943 року. За час війни населення міста з 507 тисяч мешканців зменшилося до 175 тисяч.
Місцем масової страти цивільного населення німецькою окупаційною владою став шурф шахти № 4/4-біс "Калиновка". Сюди привозили тіла вже вбитих людей, а також страчували на місці. Жителів міста розстрілювали, а також скидали в шурф живцем.
Одиницям вдавалося врятуватися. Наприклад, гірського інженера Олександра Положенцева, скинули в шурф живим. Падаючи він ухопився за канат і, розгойдавшись, перебрався в стінну нішу, у якій сховався до ночі.
З 365 метрів глибини стовбура шахти 310 метрів були завалені трупами десятків тисяч людей. При цьому ширина шурфу становить 2,9 метри.
У шурф шахти додавалася каустична сода для ущільнення й утрамбування тіл. При відступі німці завалили стовбур шахти.

## Після звільнення
Після звільнення міста почати роботи з витягу тіл із шурфу. Удалося пізнати тільки 150 осіб.
Рештки були поховані на Мушкетівському цвинтарі у Меморіальній братській могилі.
Інші 75 тис. осіб дотепер, так і спочивають на цьому місці.
Меморіал у шурфу шахти № 4/4-біс "Калиновка" (інша назва "Пам'ятник жертвам фашистської окупації м. Сталіно") - меморіальний комплекс в Калинінському районі Донецька.
Меморіальний комплекс створений біля шурфу шахти 4-4 біс "Калиновка", що під час окупації Донецька став місцем страти й братською могилою.
Меморіальний комплекс був створений в 1983 році. Скульптори - В. І. Петрикін і В. Г. Кисельов
Меморіал зображує два шурфи й перекинуту вагонетку. Над одним із шурфів  кам'яний прапор, що розвівається.
Пам'ятник супроводжується табличкою з написом:
|  | Тут спочиває порох по-звірячому замучених і скинутих у шурф шахти 4/4 "біс" мирних жителів, учасників донецького підпілля, військовополонених солдатів і офіцерів 1941-1943 рр. ВІЧНА ЇМ СЛАВА... ВІЧНА ПАМ'ЯТЬ... ВІЧНИЙ СПОКІЙ... |

Частини меморіалу були відлиті в центральних ремонтно-механічних майстернях.

## Галерея

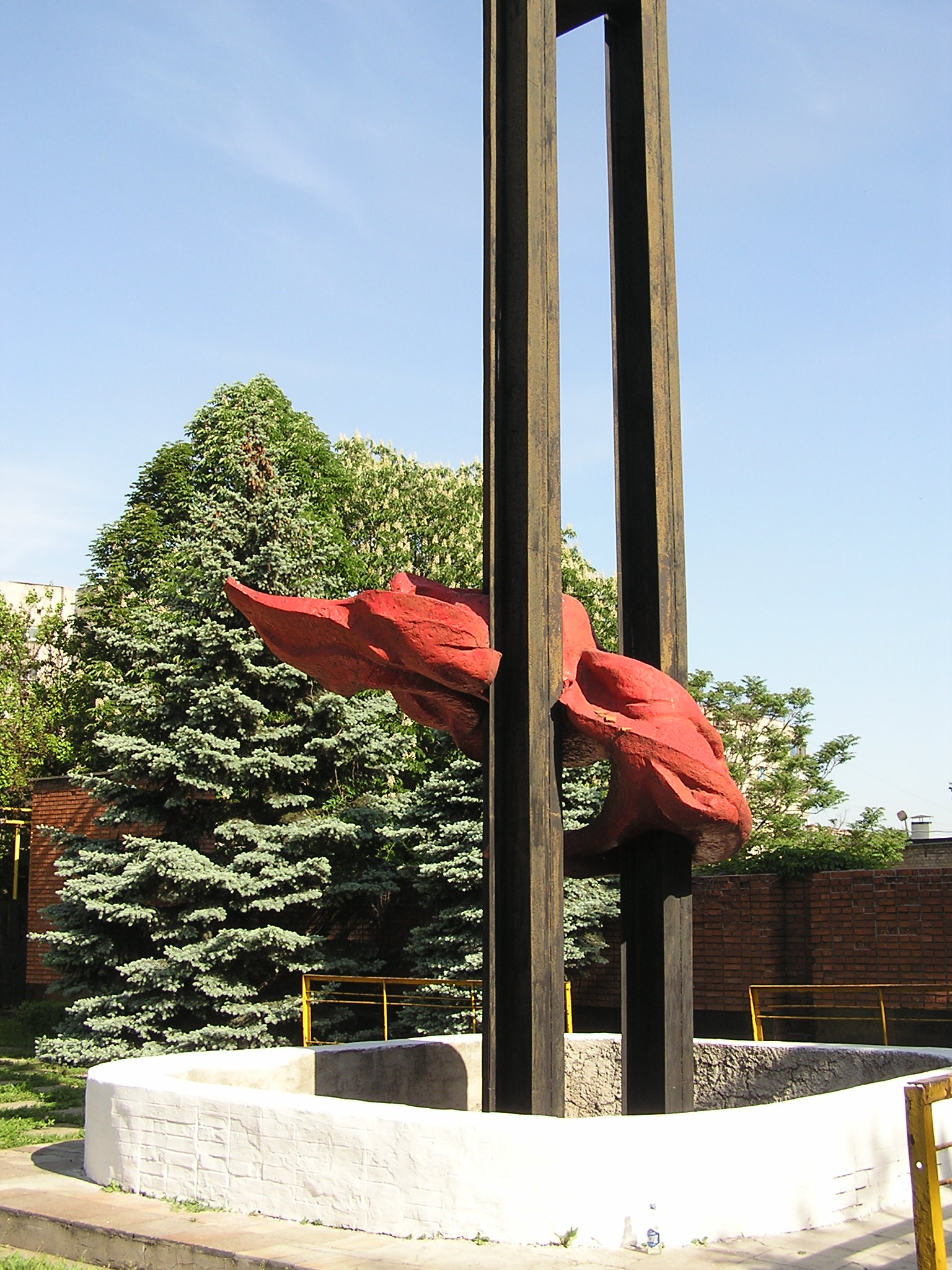
Шурф із прапором
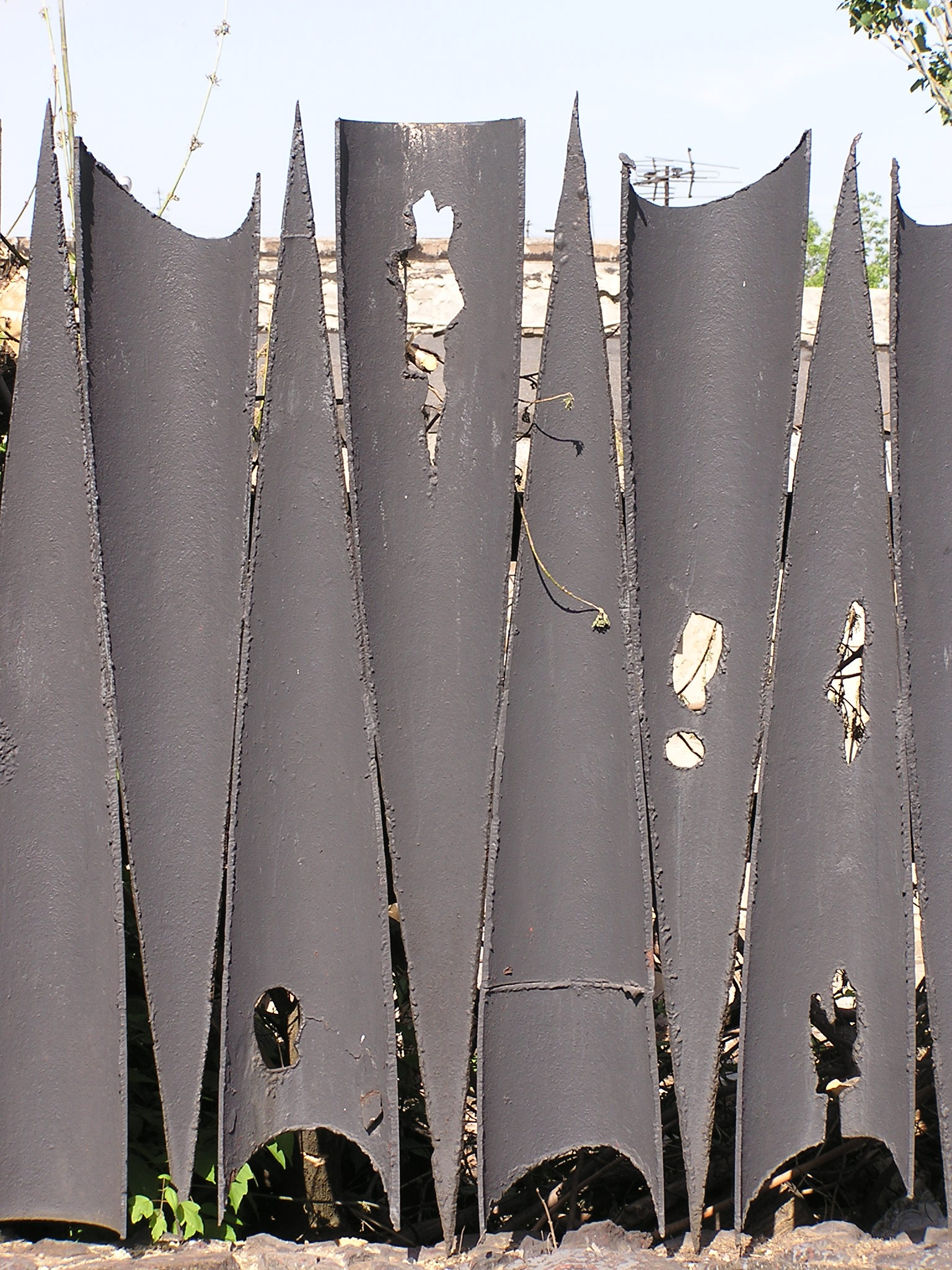
Огородження меморіалу